# Breathe (musikgrupp)
Breathe är en brittisk grupp bildad 1984 i London. Kända för deras två mest kända hits, "How Can I Fall?" and "Hands to Heaven". Gruppen upplöstes 1992.
De låtar introducerades till personal från Sire Records, och som leder till ett skivkontrakt med A&M Records. De släppte albumet, All That Jazz, 1988.
Deras sound var en kombination med jazz med lite pop och soul, något som påminner om Air Supply eller till och med Rick Astley. Emellertid var deras framgång kortlivad. Omsättningen var låg trots att många radiostationer som spelade några låtar från deras andra album, "Peace of Mind". De splittrades eftersom stora skivbolagen inte fortsätta att stöjda dem.

## Diskografi
Studioalbum
- All That Jazz (1988)
- Peace of Mind (1990)

Singlar
- Don't Tell Me Lies (1987)
- Hands to Heaven (1987)
- Jonah (1988)
- How Can I Fall? (1988)
- Any Trick (1989)
- All This I Should Have Known (1989)
- Say Hello (1990)
- Say a Prayer (1990)
- Does She Love That Man? (1991)